# دوسنگان
دوسنگان، روستایی از توابع شهرستان سلطانیه  در استان زنجان ایران است. این روستا در دامنه کوههای البرز قرار گرفته، از شمال به کوههای البرز، از جنوب به سنبل آباد، از غرب به روستای بوئین و از شرق به روستای والایش منتهی می شود اکثر مردمان این روستا زندگی را با کشاورزی و دامداری می گذرانند. 

## جمعیت
این روستا در دهستان سنبل آباد قرار دارد و براساس سرشماری مرکز آمار ایران در سال ۱۳۸۵، جمعیت آن ۳۷۶ نفر (۸۰خانوار) بوده‌است.